# Battle Of The Bands
Battle of the Bands (El Concurso de las Bandas en Español) es la primera parte del episodio 8 de la serie animada Las Sombrías Aventuras de Billy y Mandy.

## Argumento
Comienza cuando Billy estaba contando a las escondidas, lo curioso es que Mandy y Puro hueso no juegan,y Billy los fue a buscar.Y entonces él escucha unos sonidos que provenían de la casa de Sperg (estaba tocando instrumentos musicales con sus amigos) pero a él le falta un integrante (iba a meter a Billy) para que se forme la mugre morada (Purple Filth) y entonces Sperg ve a Puro hueso, se sorprendió y le dijo a Billy dale la guitarra antes de que te mate, Billy se la dio a él y decía que él solía tocar Escalera al Cielo en la secundaria, pero él se mandó un solo que terminó derrumbando todo el vecindario y Sperg le dijo que estás adentro de la banda.Entonces Billy convenció a su papá que iban a estar adentro del show y que van a gobernar el rock de padre a hijo.
Después al empezar el concurso Harold le dice a Billy en las gradas que no soy más tu papá, soy Mogar,y luego aparece Puro hueso con Purple Filth y tocan una canción, pero de repente Harold aparece volando a atacar a Purple Filth (cosa que no se dio cuenta de que no podía volar) y entonces cayó de las escaleras hacia el escenario,y Billy baja a ver donde está Mogar y lo encuentra,y Mogar le dice a Billy:hijo salva el show por favor,y al final Billy va hacia el micrófono y empieza a hacer ruidos en las axilas.

## Trivia
- Cuando Puro hueso dijo que él solía tocar Escalera al Cielo en la secundaria hace referencia al tema de Led Zeppelin Stairway to Heaven.

- La canción que canta Puro hueso en el escenario es una canción llamada Darkness por SPF1000.

- En este episodio Harold se pintó la cara como Gene Simmons de la banda Kiss,y Billy se pintó la cara como Marilyn Manson.

- Datos: Q20894806